# Abarema jupunba
Espèce
Synonymes
- Abarema jupunba var. jupunba[1]
- Abarema trapezifolia (Vahl) Pittier[1]
- Acacia jupunba Willd.[1]
- Feuilleea jupumba (Willd.) Kuntze[1]
- Inga trapezifolia (Vahl) DC.[1]
- Jupunba jupunba (Willd.) Britton & Rose[1]
- Jupunba trapezifolia (Vahl) Moldenke[1]
- Mimosa trapezifolia Vahl[1]
- Pithecellobium jupunba (Willd.) Urb.[1]
- Pithecellobium trapezifolium (Vahl) Benth.[1]

Abarema jupunba est une espèce de plantes à fleurs de la famille des Fabacées.
Selon Plants of the World Online, c'est un synonyme de Jupunba trapezifolia var. micradenia. Selon ce site, c'est un arbre trouvé en Amérique. Il pousse en milieu tropical humide.

## Description
C'est un arbre.

## Répartition
L'espèce est trouvée en Bolivie, au Brésil (nord, Nord-est, sud-est, centre-ouest), en Colombie, en Équateur, au Guyana, en Guyane, dans les îles du vent et les îles sous le vent (dans les Antilles), au Pérou, au Suriname, à Trinité-et-Tobago et au Venezuela.

## Liste des variétés
Selon Catalogue of Life (24 juillet 2017) :
- variété Abarema jupunba var. jupunba
- variété Abarema jupunba var. trapezifolia (Vahl) Barneby & J.W.Grimes